# Премия BAFTA за лучший звук
Это список победителей и номинантов на премию BAFTA за лучший звук (англ. BAFTA Award for Best Sound), которая вручается звуковым дизайнерам, звуковым редакторам, звукорежиссёрам и звуковым микшерам, присуждается Британской академией кино и телевизионных искусств с 1968 года.

## Победители и номинанты

### 1960-е
Лучший саундтрек
| Год         | Фильм                              | Получатель(и)           |
| ----------- | ---------------------------------- | ----------------------- |
| 1968 (22-я) | Космическая одиссея 2001 года      | Уинстон Райдер          |
| 1968 (22-я) | Атака лёгкой кавалерии             | Саймон Кэй              |
| 1968 (22-я) | Поезда под пристальным наблюдением | Иржи Павлик             |
| 1968 (22-я) | Лев зимой                          | Крис Гринхам            |
| 1968 (22-я) | Оливер!                            | Джон Кокс и Боб Джонс   |
| 1969 (23-я) | О, что за чудесная война           | Дон Чаллис и Саймон Кэй |
| 1969 (23-я) | Битва за Британию                  | Тед Мейсон и Джим Шилдс |
| 1969 (23-я) | Буллит                             | Эд Шейд                 |
| 1969 (23-я) | Айседора                           | Терри Роулингс          |
| 1969 (23-я) | Влюблённые женщины                 | Терри Роулингс          |

### 1970-е
| Год         | Фильм                              | Получатель(и) |
| ----------- | ---------------------------------- | --- |
| 1970 (24-я) | Бутч Кэссиди и Санденс Кид         | Дон Холл, Дэвид Докендорф, и Уильям Эдмондсон |
| 1970 (24-я) | Военно-полевой госпиталь           | Дон Холл, Дэвид Докендорф, и Бернард Фририкс |
| 1970 (24-я) | Дочь Райана                        | Уинстон Райдер и Гордон МакКаллум |
| 1970 (24-я) | Паттон                             | Дон Холл, Дуглас Уильямс, и Дон Бассман |
| 1971 (25-я) | Смерть в Венеции                   | Витторио Трентино и Джузеппе Муратори |
| 1971 (25-я) | Скрипач на крыше                   | Лес Уиггинс, Дэвид Хилдьярд, и Гордон МакКаллум |
| 1971 (25-я) | Посредник                          | Гарт Крэйвен, Питер Хэндфорд, и Хью Стрейн |
| 1971 (25-я) | Воскресенье, проклятое воскресенье | Дэвид Кэмплинг, Саймон Кэй, и Джерри Хамфрис |
| 1972 (26-я) | Кабаре                             | Дэвид Хилдьярд, Роберт Надсон, и Артур Пиантадози |
| 1972 (26-я) | Заводной апельсин                  | Брайан Блейми, Джон Джордан, и Билл Роу |
| 1972 (26-я) | Избавление                         | Джим Эткинсон, Уолтер Госс, и Даг И. Тернер |
| 1972 (26-я) | Французский связной                | Кристофер Ньюман и Теодор Содерберг |
| 1973 (27-я) | Иисус Христос — суперзвезда        | Лес Уиггинс, Гордон МакКаллум, и Кит Грант |
| 1973 (27-я) | День Шакала                        | Николас Стивенсон и Боб Аллен |
| 1973 (27-я) | Скромное обаяние буржуазии         | Гай Виллетт и Луис Бунюэль |
| 1973 (27-я) | А теперь не смотри                 | Родни Холланд, Питер Дэвис, и Боб Джонс |
| 1974 (28-я) | Разговор                           | Арт Рочестер, Нат Боксер, Майкл Эвдже, и Уолтер Мёрч |
| 1974 (28-я) | Землетрясение                      | Мелвин Меткалф старший и Рональд Пирс |
| 1974 (28-я) | Изгоняющий дьявола                 | Кристофер Ньюман, Жан-Луи Дюкарм, Роберт Надсон, Фредерик Браун, Боб Файн, Росс Тейлор, Рон Нэгл, Док Сигел, Гонсало Гавира, и Хэл Ландакер                                                |
| 1974 (28-я) | Золото                             | Райдал Лав, Майкл Крауч, Джон У. Митчелл, и Гордон МакКаллум |
| 1975 (29-я) | Нэшвилл                            | Уильям А. Сойер, Джеймс Уэбб, Крис МакЛафлин, и Ричард Портман |
| 1975 (29-я) | Собачий полдень                    | Джек Фицстивенс, Ричард П. Циринционе, Санфорд Раков, Стивен А. Роттер, Джеймс Сабат, и Дик Воришек                                                                                        |
| 1975 (29-я) | Челюсти                            | Джон Картер и Роберт Хойт |
| 1975 (29-я) | Роллербол                          | Лес Уиггинс, Арчи Ладски, Дерек Болл, и Гордон МакКаллум |
| 1976 (30-я) | Багси Мэлоун                       | Лес Уиггинс, Клайв Уинтер, и Кен Баркер |
| 1976 (30-я) | Вся президентская рать             | Милтон Берроу, Джеймс Уэбб, Лес Фрешольц, Артур Пиантадози, и Дик Александер |
| 1976 (30-я) | Пролетая над гнездом кукушки       | Мэри МакГлоун, Роберт Рутледж, Вероника Сельвер, Ларри Джост, и Марк Бергер |
| 1976 (30-я) | Пикник у Висячей скалы             | Грег Белл и Дон Коннолли |
| 1977 (31-я) | Мост слишком далеко                | Питер Хоррокс, Джерри Хамфрис, Саймон Кэй, Робин О'Донохью, и Лес Уиггинс |
| 1977 (31-я) | Телесеть                           | Джек Фицстивенс, Марк Лауб, Санфорд Раков, Джеймс Сабат, и Дик Воришек |
| 1977 (31-я) | Нью-Йорк, Нью-Йорк                 | Кей Роуз, Майкл Колган, Джеймс Фритч, Ларри Джост, и Ричард Портман |
| 1977 (31-я) | Звезда родилась                    | Роберт Гласс, Роберт Надсон, Марвин И. Косберг, Том Овертон, Йозеф фон Штрогейм, и Дэн Валлин                                                                                              |
| 1978 (32-я) | Звёздные войны                     | Сэм Шоу, Роберт Рутледж, Гордон Дэвидсон, Джин Корсо, Дерек Болл, Дон МакДугалл, Боб Минклер, Рэй Уэст, Майкл Минклер, Лес Фрешольц, Ричард Портман, и Бен Бёртт                           |
| 1978 (32-я) | Близкие контакты третьей степени   | Джин Кантамесса, Роберт Надсон, Дон МакДугалл, Роберт Гласс, Стивен Кац, Фрэнк Уорнер, и Ричард Освальд                                                                                    |
| 1978 (32-я) | Лихорадка субботнего вечера        | Майкл Колган, Лес Лазаровиц, Джон Уилкинсон, Роберт В. Гласс младший, и Джон Т. Рейц |
| 1978 (32-я) | Супермен                           | Крис Гринхам, Гордон МакКаллум, Питер Пеннелл, Майк Хопкинс, Пэт Фостер, Стэн Файферман, Джон Фостер, Рой Чарман, Норман Болланд, Брайан Маршалл, Чарльз Шмитц, Ричард Рагус, и Крис Лардж |
| 1979 (33-я) | Чужой                              | Деррик Лезер, Джим Шилдс, и Билл Роу |
| 1979 (33-я) | Апокалипсис сегодня                | Нат Боксер, Ричард П. Циринционе, и Уолтер Мёрч |
| 1979 (33-я) | Охотник на оленей                  | Дэрин Найт, Джеймс Дж. Клингер, и Ричард Портман |
| 1979 (33-я) | Манхэттен                          | Джеймс Сабат, Дэн Сэйбл, и Джек Хиггинс |

### 1980-е
Лучший звук
| Год         | Фильм                                            | Получатель(и)                                                                       |
| ----------- | ------------------------------------------------ | ----------------------------------------------------------------------------------- |
| 1980 (34-я) | Слава                                            | Крис Ньюман, Лес Уиггинс, и Майкл Дж. Когут                                         |
| 1980 (34-я) | Весь этот джаз                                   | Морис Шелл, Крис Ньюман, и Дик Воришек                                              |
| 1980 (34-я) | Дон Жуан                                         | Жан-Луи Дюкарм, Жак Момон, и Мишель Ненни                                           |
| 1980 (34-я) | Империя наносит ответный удар                    | Питер Саттон, Бен Бёртт, и Билл Вэрни                                               |
| 1980 (34-я) | Роза                                             | Джим Уэбб, Крис МакЛафлин, Кэй Роуз, и Теодор Содерберг                             |
| 1981 (35-я) | Женщина французского лейтенанта                  | Дон Шарп, Иван Шэррок, и Билл Роу                                                   |
| 1981 (35-я) | Огненные колесницы                               | Клайв Уинтер, Билл Роу, и Джим Шилд                                                 |
| 1981 (35-я) | Дочь шахтёра                                     | Гордон Экер, Джеймс Р. Александр, Ричард Портман, и Роджер Хеман младший            |
| 1981 (35-я) | Искатели утраченного ковчега                     | Рой Чарман, Бен Бёртт, и Билл Вэрни                                                 |
| 1982 (36-я) | Пинк Флойд: Стена                                | Джеймс Гатри, Эдди Джозеф, Клайв Уинтер, Грэм В. Хартстон, и Николя Ле Мессурье     |
| 1982 (36-я) | Бегущий по лезвию                                | Питер Пеннелл, Бад Элпер, Грэм В. Хартстон, и Джерри Хэмпфри                        |
| 1982 (36-я) | Инопланетянин                                    | Чарльз Л. Кэмпбелл, Джин Кантамесса, Роберт Кнудсон, Роберт Гласс, и Дон Дигироламо |
| 1982 (36-я) | Ганди                                            | Джонатан Бейтс, Саймон Кэй, Джерри Хэмпфри, и Робин О'Донохью                       |
| 1983 (37-я) | Военные игры                                     | Уилли Д. Бертон, Майкл Дж. Когут, и Уильям Мангер                                   |
| 1983 (37-я) | Танец-вспышка                                    | Джим Уэбб, Роберт Кнудсон, Роберт Гласс, и Дон Дигироламо                           |
| 1983 (37-я) | Травиата                                         | Сезаре Д’Амико, Жан-Луи Дюкарм, Клод Вилланд, и Федерико Савина                     |
| 1983 (37-я) | Возвращение джедая                               | Бен Бёртт, Тони Доу, и Гэри Саммерс                                                 |
| 1984 (38-я) | Поля смерти                                      | Ян Фуллер, Клайв Уинтер, и Билл Роу                                                 |
| 1984 (38-я) | Кармен                                           | Карлос Фаруоло, Альфонсо Маркос, и Антонио Иллан                                    |
| 1984 (38-я) | Грейстоук: Легенда о Тарзане, повелителе обезьян | Иван Шэррок, Гордон МакКаллум, Лес Уиггинс, и Рой Бейкер                            |
| 1984 (38-я) | Индиана Джонс и храм судьбы                      | Бен Бёртт, Саймон Кэй, и Лорел Ладевич                                              |
| 1985 (39-я) | Амадей                                           | Джон Натт, Крис Ньюман, и Марк Бергер                                               |
| 1985 (39-я) | Кармен                                           | Хью Дармо, Харальд Мори, Доминик Эннекен, и Бернар Леру                             |
| 1985 (39-я) | Кордебалет                                       | Джонатан Бейтс, Крис Ньюман, и Джерри Хэмпфри                                       |
| 1985 (39-я) | Клуб «Коттон»                                    | Эдвард Бейер, Джек С. Якобсен, и Дэвид Кэрролл                                      |
| 1986 (40-я) | Из Африки                                        | Том МакКарти младший, Питер Хандфорд, и Крис Дженкинс                               |
| 1986 (40-я) | Чужие                                            | Дон Шарп, Рой Чарман, и Грэм В. Хартстон                                            |
| 1986 (40-я) | Миссия                                           | Ян Фуллер, Билл Роу, и Клайв Уинтер                                                 |
| 1986 (40-я) | Комната с видом                                  | Тони Ленни, Рей Беккет, и Ричард Кинг                                               |
| 1987 (41-я) | Клич свободы                                     | Джонатан Бейтс, Саймон Кэй, и Джерри Хэмпфри                                        |
| 1987 (41-я) | Цельнометаллическая оболочка                     | Найджел Галт, Эдвард Тисе, и Энди Нельсон                                           |
| 1987 (41-я) | Надежда и слава                                  | Рон Дэвис, Питер Хандфорд, и Джон Хейворд                                           |
| 1987 (41-я) | Дни радио                                        | Роберт Хейн, Джеймс Сабат, и Ли Дихтер                                              |
| 1988 (42-я) | Империя солнца                                   | Чарльз Л. Кэмпбелл, Луи Эдеманн, Роберт Кнудсон, и Тони Доу                         |
| 1988 (42-я) | Птица                                            | Алан Роберт Мюррэй, Роберт Дж. Хендерсон, Уилли Д. Бертон, и Лес Фрешолц            |
| 1988 (42-я) | Доброе утро, Вьетнам                             | Билл Филлипс, Клайв Уинтер, и Терри Портер                                          |
| 1988 (42-я) | Последний император                              | Иван Шэррок, Билл Роу, и Лес Уиггинс                                                |
| 1989 (43-я) | Миссисипи в огне                                 | Билл Филлипс, Дэнни Майкл, Роберт Дж. Литт, Эллиот Тайсон, и Рик Клайн              |
| 1989 (43-я) | Бэтмен                                           | Дон Шарп, Тони Доу, и Билл Роу                                                      |
| 1989 (43-я) | Генрих V                                         | Кэмпбелл Эскью, Дэвид Крозье, и Робин О'Донохью                                     |
| 1989 (43-я) | Индиана Джонс и последний крестовый поход        | Ричард Химнс, Тони Доу, Бен Бёртт, Гэри Саммерс, и Шон Мерфи                        |

### 1990-е
| Год         | Фильм                                    | Получатель(и)                                                                                                   |
| ----------- | ---------------------------------------- | --- |
| 1990 (44-я) | Знаменитые братья Бейкеры                | Дж. Пол Хантсман, Стефан фон Хейс, Крис Дженкинс, Гари Александр, и Дуг Хемфилл                                 |
| 1990 (44-я) | Дик Трейси                               | Дэннис Драммонд, Томас Кози, Крис Дженкинс, Дэвид Э. Кэмпбелл, и Дуг Хемфилл                                    |
| 1990 (44-я) | Охота за «Красным Октябрём»              | Сесилия Хелль, Джордж Уоттерс II, Ричард Брайс Гудман, и Дон Бассман                                            |
| 1990 (44-я) | Дикие сердцем                            | Рэнди Том, Ричард Химнс, Джон Хак, и Дэвид Паркер                                                               |
| 1991 (45-я) | Терминатор 2: Судный день                | Ли Орлофф, Том Джонсон, Гэри Райдстром, и Гари Саммерс                                                          |
| 1991 (45-я) | Группа «Коммитментс»                     | Клайв Уинтер, Эдди Джозеф, Энди Нельсон, Том Перри, и Стив Педерсон                                             |
| 1991 (45-я) | Танцующий с волками                      | Джеффри Перкинс, Билл У. Бентон, Грегори Х. Уоткинс, и Расселл Уильямс II                                       |
| 1991 (45-я) | Молчание ягнят                           | Скип Ливсей, Крис Ньюман, и Том Флайшмен                                                                        |
| 1992 (46-я) | Джон Ф. Кеннеди. Выстрелы в Далласе      | Тод А. Мейтленд, Уайли Стэйтман, Майкл Д. Уилхойт, Майкл Минклер, и Грегг Ландакер                              |
| 1992 (46-я) | Последний из могикан                     | Саймон Кэй, Лон Бендер, Ларри Кемп, Пол Месси, Дуг Хемфилл, Марк Смит, и Крис Дженкинс                          |
| 1992 (46-я) | Строго по правилам                       | Антони Грей, Бен Осмо, Роджер Сэвидж, Иан МакЛафлин, и Фил Джадд                                                |
| 1992 (46-я) | Непрощённый                              | Алан Роберт Мюррэй, Уолтер Ньюман, Роб Янг, Лес Фрешольц, Верн Пур, и Дик Александр                             |
| 1993 (47-я) | Беглец                                   | Джон Левек, Брюс Стэмблер, Бекки Салливан, Скотт Д. Смит, Дональд О. Митчелл, Майкл Хербик, и Франк А. Монтаньо |
| 1993 (47-я) | Парк юрского периода                     | Ричард Химнс, Рон Джадкинс, Гари Саммерс, Гэри Райдстром, и Шон Мерфи                                           |
| 1993 (47-я) | Пианино                                  | Ли Смит, Тони Джонсон, и Гетин Криг                                                                             |
| 1993 (47-я) | Список Шиндлера                          | Чарльз Л. Кэмпбелл, Луи Эдеманн, Роберт Джексон, Рон Джадкинс, Энди Нельсон, Стив Педерсон, и Скотт Миллан      |
| 1994 (48-я) | Скорость                                 | Стивен Хантер Флик, Грегг Ландакер, Стив Мэслоу, Боб Бимер, и Дэвид МакМиллан                                   |
| 1994 (48-я) | Пятый в квартете                         | Гленн Фримантл, Крис Манро, и Робин О'Донохью                                                                   |
| 1994 (48-я) | Король Лев                               | Терри Портер, Мэл Меткалф, Дэвид Дж. Хадсон, и Док Кейн                                                         |
| 1994 (48-я) | Криминальное чтиво                       | Стивен Хантер Флик, Кен Кинг, Рик Эш, и Дин А. Зупанчич                                                         |
| 1995 (49-я) | Храброе сердце                           | Пер Халльберг, Лон Бендер, Брайан Симмонс, Энди Нельсон, Скотт Миллан, и Анна Бельмер                           |
| 1995 (49-я) | Аполлон-13                               | Дэвид МакМиллан, Рик Диор, Скотт Миллан, и Стив Педерсон                                                        |
| 1995 (49-я) | Золотой глаз                             | Джим Шилдс, Дэвид Джон, Грэм В. Хартстон, Джон Хейворд, и Майкл А. Картер                                       |
| 1995 (49-я) | Безумие короля Георга                    | Кристофер Экланд, Дэвид Крозье, и Робин О'Донохью                                                               |
| 1996 (50-я) | Блеск                                    | Джим Гринхорн, Тойво Лембер, Ливия Рузич, Роджер Сэвидж, и Гарет Вандерхоуп                                     |
| 1996 (50-я) | Английский пациент                       | Марк Бергер, Пэт Джексон, Уолтер Мёрч, Крис Ньюман, Дэвид Паркер, и Иван Шэррок                                 |
| 1996 (50-я) | Эвита                                    | Анна Бельмер, Эдди Джозеф, Энди Нельсон, Кен Уэстон, и Найджел Райт                                             |
| 1996 (50-я) | День независимости                       | Боб Бимер, Билл У. Бентон, Крис Карпентер, Сэнди Гендлер, Вэл Кукловски, и Джефф Векслер                        |
| 1997 (51-я) | Секреты Лос-Анджелеса                    | Терри Родман, Роланд Н. Таи, Кирк Френсис, Энди Нельсон, Анна Бельмер, и Джон Левек                             |
| 1997 (51-я) | Мужской стриптиз                         | Элистер Крокер, Адриан Родс, и Иэн Уилсон                                                                       |
| 1997 (51-я) | Ромео + Джульетта                        | Гарет Вандерхоуп, Роб Янг, и Роджер Сэвидж                                                                      |
| 1997 (51-я) | Титаник                                  | Гэри Райдстром, Том Джонсон, Гари Саммерс, и Марк Улано                                                         |
| 1998 (52-я) | Спасти рядового Райана                   | Гэри Райдстром, Рон Джадкинс, Гари Саммерс, Энди Нельсон, и Ричард Химнс                                        |
| 1998 (52-я) | Хилари и Джеки                           | Найджел Хит, Джулиан Слэйтер, Дэвид Крозье, Рэй Меррин, и Грэм Дэниел                                           |
| 1998 (52-я) | Голосок                                  | Питер Линдсей, Родни Гленн, Рэй Меррин, и Грэм Дэниел                                                           |
| 1998 (52-я) | Влюблённый Шекспир                       | Питер Глоссоп, Джон Даунер, Робин О'Донохью, и Доминик Лестер                                                   |
| 1999 (53-я) | Матрица                                  | Дэвид Ли, Джон Т. Рейц, Грегг Рудлофф, Дэвид Э. Кэмпбелл, и Дэйн Дэвис                                          |
| 1999 (53-я) | Красота по-американски                   | Скотт Мартин Гершин, Скотт Миллан, Боб Бимер, и Ричард Ван Дайк                                                 |
| 1999 (53-я) | Клуб Буэна Виста                         | Мартин Мюллер и Джерри Бойс                                                                                     |
| 1999 (53-я) | Звёздные войны. Эпизод I: Скрытая угроза | Бен Бёртт, Том Беллфорт, Джон Мидгли, Гэри Райдстром, Том Джонсон, и Шон Мерфи                                  |

### 2000-е
| Год         | Фильм                                              | Получатель(и)                                                                                            |
| ----------- | -------------------------------------------------- | --- |
| 2000 (54-я) | Почти знаменит                                     | Джефф Векслер, Дуг Хемфилл, Рик Кляйн, Пол Месси, и Майкл Д. Уилхойт                                     |
| 2000 (54-я) | Билли Эллиот                                       | Марк Холдинг, Майк Прествуд Смит, и Зейн Хейуорд                                                         |
| 2000 (54-я) | Крадущийся тигр, затаившийся дракон                | Дрю Кунин, Рейли Стил, Юджин Гирти, и Роберт Фернандес                                                   |
| 2000 (54-я) | Гладиатор                                          | Кен Уэстон, Скотт Миллан, Боб Бимер, и Пер Халльберг                                                     |
| 2000 (54-я) | Идеальный шторм                                    | Кит А. Вестер, Джон Т. Рейц, Грегг Рудлофф, Дэвид Э. Кэмпбелл, Уайли Стэйтман, и Келли Кабрал            |
| 2001 (55-я) | Мулен Руж!                                         | Энди Нельсон, Анна Бельмер, Роджер Сэвидж, Гунтис Сикс, Гарет Вандерхоуп, и Антони Грей                  |
| 2001 (55-я) | Чёрный ястреб                                      | Крис Манро, Пер Халльберг, Майкл Минклер, Майрон Неттинга, и Карен Бейкер Ландерс                        |
| 2001 (55-я) | Гарри Поттер и философский камень                  | Джон Мидгли, Эдди Джозеф, Рэй Меррин, Грэм Дэниел, и Адам Даниэл                                         |
| 2001 (55-я) | Властелин колец: Братство Кольца                   | Дэвид Фармер, Хаммонд Пик, Кристофер Бойс, Гетин Криг, Майкл Семаник, Этан Ван дер Рин, и Майк Хопкинс   |
| 2001 (55-я) | Шрек                                               | Энди Нельсон, Анна Бельмер, Уайли Стэйтман, и Лон Бендер                                                 |
| 2002 (56-я) | Чикаго                                             | Майкл Минклер, Доменик Тавелла, Дэвид Ли, и Морис Шелл                                                   |
| 2002 (56-я) | Банды Нью-Йорка                                    | Том Флайшмен, Иван Шэррок, Юджин Гирти, и Филип Стоктон                                                  |
| 2002 (56-я) | Гарри Поттер и Тайная комната                      | Рэнди Том, Деннис Леонард, Джон Мидгли, Рэй Меррин, Грэм Дэниел, и Рик Кляйн                             |
| 2002 (56-я) | Властелин колец: Две крепости                      | Этан Ван дер Рин, Дэвид Фармер, Майк Хопкинс, Хаммонд Пик, Кристофер Бойс, Майкл Семаник, и Майкл Хеджес |
| 2002 (56-я) | Пианист                                            | Жан-Мари Блондел, Дин Хамфрис, и Жерар Харди                                                             |
| 2003 (57-я) | Хозяин морей: На краю земли                        | Ричард Кинг, Дуг Хемфилл, Пол Месси, и Арт Рошестер                                                      |
| 2003 (57-я) | Холодная гора                                      | Эдди Джозеф, Иван Шэррок, Уолтер Мёрч, Майк Прествуд Смит, и Мэттью Гоф                                  |
| 2003 (57-я) | Убить Билла. Фильм 1                               | Майкл Минклер, Майрон Неттинга, Уайли Стэйтман, и Марк Улано                                             |
| 2003 (57-я) | Властелин колец: Возвращение короля                | Этан Ван дер Рин, Майк Хопкинс, Дэвид Фармер, Кристофер Бойс, Майкл Хеджес, Майкл Семаник, и Хаммонд Пик |
| 2003 (57-я) | Пираты Карибского моря: Проклятие Чёрной жемчужины | Кристофер Бойс, Джордж Уоттерс II, Ли Орлофф, Дэвид Паркер, и Дэвид Э. Кэмпбелл                          |
| 2004 (58-я) | Рэй                                                | Карен Бейкер Ландерс, Пер Халльберг, Стив Кантамесса, Скотт Миллан, Грег Орлофф, и Боб Бимер             |
| 2004 (58-я) | Авиатор                                            | Филип Стоктон, Юджин Гирти, Петур Хлиддал, и Том Флайшмен                                                |
| 2004 (58-я) | Соучастник                                         | Эллиотт Корец, Ли Орлофф, Майкл Минклер, и Майрон Неттинга                                               |
| 2004 (58-я) | Дом летающих кинжалов                              | Цзин Тао и Роджер Сэвидж                                                                                 |
| 2004 (58-я) | Человек-паук 2                                     | Пол Н. Дж. Оттоссон, Кевин О’Коннелл, Грег П. Расселл, и Джеффри Дж. Хабуш                               |
| 2005 (59-я) | Переступить черту                                  | Пол Месси, Дуг Хемфилл, Питер Кёрланд, и Дональд Сильвестр                                               |
| 2005 (59-я) | Бэтмен: Начало                                     | Дэвид Эванс, Стефан Хенрикс, и Питер Линдсей                                                             |
| 2005 (59-я) | Преданный садовник                                 | Йоаким Сундстрём, Стюарт Уилсон, Майк Прествуд Смит, и Свен Тайц                                         |
| 2005 (59-я) | Столкновение                                       | Ричард Ван Дайк, Сэнди Гендлер, Адам Дженкинс, и Марк Фишман                                             |
| 2005 (59-я) | Кинг-Конг                                          | Хаммонд Пик, Кристофер Бойс, Майк Хопкинс, и Этан Ван дер Рин                                            |
| 2006 (60-я) | Казино «Рояль»                                     | Крис Манро, Эдди Джозеф, Майк Прествуд Смит, Мартин Кентвелл, и Марк Тейлор                              |
| 2006 (60-я) | Вавилон                                            | Хосе Антонио Гарсия, Джон Тейлор, Кристиан П. Минклер, и Мартин Эрнандес                                 |
| 2006 (60-я) | Лабиринт фавна                                     | Мартин Эрнандес, Хайме Бакшт, и Мигель Анхель Поло                                                       |
| 2006 (60-я) | Пираты Карибского моря: Сундук мертвеца            | Кристофер Бойс, Джордж Уоттерс II, Пол Месси, и Ли Орлофф                                                |
| 2006 (60-я) | Потерянный рейс                                    | Крис Манро, Майк Прествуд Смит, Даг Купер, Оливер Тарни, и Эдди Джозеф                                   |
| 2007 (61-я) | Ультиматум Борна                                   | Кирк Френсис, Скотт Миллан, Дэвид Паркер, Карен Бейкер Ландерс, и Пер Халльберг                          |
| 2007 (61-я) | Искупление                                         | Дэнни Хэмбрук, Пол Хэмблин, Кэтрин Ходжсон, и Беки Понтинг                                               |
| 2007 (61-я) | Жизнь в розовом цвете                              | Лоран Цейлиг, Паскаль Виллар, Жан-Поль Гурье, и Марк Дуан                                                |
| 2007 (61-я) | Старикам тут не место                              | Питер Кёрланд, Скип Ливсей, Крейг Берки, и Грег Орлофф                                                   |
| 2007 (61-я) | Нефть                                              | Кристофер Скарабосио, Мэттью Вуд, Джон Притчетт, Майкл Семаник, и Том Джонсон                            |
| 2008 (62-я) | Миллионер из трущоб                                | Гленн Фримантл, Ресул Пукатти, Ричард Прайк, Том Сэйерс, и Иен Тепп                                      |
| 2008 (62-я) | Подмена                                            | Уолт Мартин, Алан Роберт Мюррэй, Джон Т. Рейц, и Грегг Рудлофф                                           |
| 2008 (62-я) | Тёмный рыцарь                                      | Лора Хиршберг, Ричард Кинг, Эд Новик, и Гари Риззо                                                       |
| 2008 (62-я) | Квант милосердия                                   | Джимми Бойл, Эдди Джозеф, Крис Манро, Майк Прествуд Смит, и Марк Тейлор                                  |
| 2008 (62-я) | ВАЛЛ-И                                             | Бен Бёртт, Том Майерс, Майкл Семаник, и Мэттью Вуд                                                       |
| 2009 (63-я) | Повелитель бури                                    | Рей Беккет и Пол Н. Дж. Оттоссон                                                                         |
| 2009 (63-я) | Аватар                                             | Кристофер Бойс, Гари Саммерс, Энди Нельсон, Тони Джонсон, и Эддисон Тиг                                  |
| 2009 (63-я) | Район № 9                                          | Брент Бурж, Крис Уорд, Дэйв Уайтхед, Майкл Хеджес, и Кен Савилл                                          |
| 2009 (63-я) | Звёздный путь                                      | Питер Дж. Девлин, Энди Нельсон, Анна Бельмер, Марк Стоукингер, и Бен Бёртт                               |
| 2009 (63-я) | Вверх                                              | Том Майерс, Майкл Сильверс, и Майкл Семаник                                                              |

### 2010-е
| Год         | Фильм                                  | Получатель(и)                                                                            |
| ----------- | -------------------------------------- | ---------------------------------------------------------------------------------------- |
| 2010 (64-я) | Начало                                 | Ричард Кинг, Лора Хиршберг, Гари Риззо, и Эд Новик                                       |
| 2010 (64-я) | 127 часов                              | Гленн Фримантл, Иен Тепп, Ричард Прайк, Стивен С. Ланери, и Дуглас Камерон               |
| 2010 (64-я) | Чёрный лебедь                          | Кен Исии, Крэйг Хениган, и Доменик Тавелла                                               |
| 2010 (64-я) | Король говорит!                        | Джон Мидгли, Ли Уолпол, и Пол Хэмблин                                                    |
| 2010 (64-я) | Железная хватка                        | Скип Ливсей, Крейг Берки, Грег Орлофф, Питер Кёрланд, и Дуглас Экстелл                   |
| 2011 (65-я) | Хранитель времени                      | Филип Стоктон, Юджин Гирти, Том Флайшмен, и Джон Мидгли                                  |
| 2011 (65-я) | Артист                                 | Надин Мьюз, Жерар Лэмпс, и Майкл Крикориан                                               |
| 2011 (65-я) | Гарри Поттер и Дары Смерти. Часть 2    | Джеймс Мэтер, Стюарт Уилсон, Стюарт Хилликер, Майк Доусон, и Адам Скривнер               |
| 2011 (65-я) | Шпион, выйди вон!                      | Джон Казали, Говард Баргрофф, Даг Купер, Стивен Гриффитс, и Энди Шелли                   |
| 2011 (65-я) | Боевой конь                            | Стюарт Уилсон, Гэри Райдстром, Энди Нельсон, Том Джонсон, и Ричард Химнс                 |
| 2012 (66-я) | Отверженные                            | Саймон Хэйес, Энди Нельсон, Марк Патерсон, Джонатан Аллен, Ли Уолпол, и Джон Уорхерст    |
| 2012 (66-я) | Джанго освобождённый                   | Марк Улано, Майкл Минклер, Тони Ламберти, и Уайли Стэйтман                               |
| 2012 (66-я) | Хоббит: Нежданное путешествие          | Тони Джонсон, Кристофер Бойс, Майкл Хеджес, Майкл Семаник, Брент Бурж, и Крис Уорд       |
| 2012 (66-я) | Жизнь Пи                               | Дрю Кунин, Юджин Гирти, Филип Стоктон, Рон Бартлетт, и Дуг Хемфилл                       |
| 2012 (66-я) | 007: Координаты «Скайфолл»             | Стюарт Уилсон, Скотт Миллан, Грег П. Расселл, Пер Халльберг, и Карен Бейкер Ландерс      |
| 2013 (67-я) | Гравитация                             | Гленн Фримантл, Скип Ливсей, Кристофер Бенстед, Нив Адири, и Крис Манро                  |
| 2013 (67-я) | Не угаснет надежда                     | Ричард Химнс, Стив Боэддекер, Брэндон Проктор, Мика Блумберг, и Джиллиан Артур           |
| 2013 (67-я) | Капитан Филлипс                        | Крис Бёрдон, Марк Тейлор, Майк Прествуд Смит, Крис Манро, и Оливер Тарни                 |
| 2013 (67-я) | Внутри Льюина Дэвиса                   | Питер Кёрланд, Скип Ливсей, Грег Орлофф, и Пол Урмсон                                    |
| 2013 (67-я) | Гонка                                  | Дэнни Хэмбрук, Мартин Стейер, Стефан Корте, Маркус Стемлер, и Фрэнк Крус                 |
| 2014 (68-я) | Одержимость                            | Томас Керли, Бен Уилкинс, и Крейг Манн                                                   |
| 2014 (68-я) | Снайпер                                | Уолт Мартин (посмертно), Джон Т. Рейц, Грегг Рудлофф, Алан Роберт Мюррэй, и Буб Эсмэн    |
| 2014 (68-я) | Бёрдмэн                                | Томас Варга, Мартин Эрнандес, Аарон Гласкок, Джон Тейлор, и Франк А. Монтаньо            |
| 2014 (68-я) | Отель «Гранд Будапешт»                 | Уэйн Леммер, Кристофер Скарабосио, и Павел Вдовчак                                       |
| 2014 (68-я) | Игра в имитацию                        | Джон Мидгли, Ли Уолпол, Стюарт Хилликер, Мартин Дженсен, и Энди Кеннеди                  |
| 2015 (69-я) | Выживший                               | Лон Бендер, Крис Дестердик, Мартин Эрнандес, Франк А. Монтаньо, Джон Тейлор, и Рэнди Том |
| 2015 (69-я) | Шпионский мост                         | Дрю Кунин, Ричард Химнс, Энди Нельсон, и Гэри Райдстром                                  |
| 2015 (69-я) | Безумный Макс: Дорога ярости           | Скотт Хеккер, Крис Дженкинс, Марк Манджини, Бен Осмо, Грегг Рудлофф, и Дэвид Уайт        |
| 2015 (69-я) | Марсианин                              | Пол Месси, Мак Рут, Оливер Тарни, и Марк Тейлор                                          |
| 2015 (69-я) | Звёздные войны: Пробуждение силы       | Дэвид Экорд, Энди Нельсон, Кристофер Скарабосио, Мэттью Вуд, и Стюарт Уилсон             |
| 2016 (70-я) | Прибытие                               | Клод Ла Хэй, Бернар Гариепи Штробль, и Сильвен Бельмар                                   |
| 2016 (70-я) | Глубоководный горизонт                 | Майк Прествуд Смит, Дрор Мохар, Уайли Стэйтман, и Дэвид Вайман                           |
| 2016 (70-я) | Фантастические твари и где они обитают | Нив Адири, Гленн Фримантл, Саймон Хэйес, Энди Нельсон, и Иен Тепп                        |
| 2016 (70-я) | По соображениям совести                | Питер Грейс, Роберт Маккензи, Кевин О’Коннелл, и Энди Райт                               |
| 2016 (70-я) | Ла-Ла Ленд                             | Милдред Ятру Морган, Ай-Линг Ли, Стивен А. Морроу, и Энди Нельсон                        |
| 2017 (71-я) | Дюнкерк                                | Алекс Гибсон, Ричард Кинг, Грегг Ландакер, Гари Риззо, и Марк Вайнгартен                 |
| 2017 (71-я) | Малыш на драйве                        | Тим Кавагин, Мэри Х. Эллис, Дэн Морган, Джереми Прайс, и Джулиан Слэйтер                 |
| 2017 (71-я) | Бегущий по лезвию 2049                 | Рон Бартлетт, Тео Грин, Дуг Хемфилл, Марк Манджини, и Мак Рут                            |
| 2017 (71-я) | Форма воды                             | Кристиан Кук, Нельсон Феррейра, Глен Готье, Натан Робитайл, и Брэд Зоерн                 |
| 2017 (71-я) | Звёздные войны: Последние джедаи       | Рен Клайс, Дэвид Паркер, Майкл Семаник, Стюарт Уилсон, и Мэттью Вуд                      |
| 2018 (72-я) | Богемская рапсодия                     | Джон Касали, Тим Кавагин, Нина Хартстоун, Пол Месси, и Джон Уорхерст                     |
| 2018 (72-я) | Человек на Луне                        | Мэри Х. Эллис, Милдред Ятру Морган, Ай-Линг Ли, Франк А. Монтаньо, и Джон Тейлор         |
| 2018 (72-я) | Миссия невыполнима: Последствия        | Гилберт Лейк, Джеймс Мэтер, Крис Манро, и Майк Прествуд Смит                             |
| 2018 (72-я) | Тихое место                            | Эрик Адаль, Майкл Бароски, Брэндон Проктор, и Этан Ван дер Рин                           |
| 2018 (72-я) | Звезда родилась                        | Стивен А. Морроу, Алан Роберт Мюррэй, Джейсон Рудер, Том Озаник, и Дин А. Зупанчич       |
| 2019 (73-я) | 1917                                   | Скотт Миллан, Оливер Тарни, Рэйчел Тейт, Марк Тейлор, и Стюарт Уилсон                    |
| 2019 (73-я) | Джокер                                 | Тод А. Мейтленд, Алан Роберт Мюррэй, Том Озаник, и Дин А. Зупанчич                       |
| 2019 (73-я) | Ford против Ferrari                    | Дэвид Джаммарко, Пол Месси, Стивен А. Морроу, и Дональд Сильвестр                        |
| 2019 (73-я) | Рокетмен                               | Мэттью Коллиндж, Джон Хэйес, Майк Прествуд Смит, и Дэнни Шиэн                            |
| 2019 (73-я) | Звёздные войны: Скайуокер. Восход      | Дэвид Экорд, Энди Нельсон, Кристофер Скарабосио, Стюарт Уилсон, и Мэттью Вуд             |

### 2020-е
| Год         | Фильм                  | Получатель(и)                                                                  |
| ----------- | ---------------------- | ------------------------------------------------------------------------------ |
| 2020 (74-я) | Звук металла           | Хайме Бакшт, Николас Бекер, Филлип Блад, Карлос Кортес, и Мишель Куттоленк     |
| 2020 (74-я) | Грейхаунд              | Бо Бордерс, Кристиан П. Минклер, Майкл Минклер, Уоррен Шоу, и Дэвид Вайман     |
| 2020 (74-я) | Новости со всего света | Майкл Фентум, Уильям Миллер, Майк Прествуд Смит, Джон Притчетт, и Оливер Тарни |
| 2020 (74-я) | Земля кочевников       | Серхио Диас, Зак Сиверс, и М. Вульф Снайдер                                    |
| 2020 (74-я) | Душа                   | Койя Эллиотт, Рен Клайс, и Дэвид Паркер                                        |
| 2021 (75-я) | Дюна                   | Рон Бартлетт, Тео Грин, Дуг Хемфилл, Марк Манджини, и Мак Рут                  |
| 2021 (75-я) | Прошлой ночью в Сохо   | Тим Кавагин, Дэн Морган, Колин Николсон, и Джулиан Слэйтер                     |
| 2021 (75-я) | Не время умирать       | Джеймс Харрисон, Саймон Хэйес, Пол Мэсси, Оливер Тарни, и Марк Тейлор          |
| 2021 (75-я) | Тихое место 2          | Эрик Адаль, Майкл Бароски, Брэндон Проктор, и Этан Ван дер Рин                 |
| 2021 (75-я) | Вестсайдская история   | Брайан Чамни, Тод А. Мейтленд, Энди Нельсон, и Гэри Райдстром                  |

## Заметки
1. ↑  Позже названные как «Звёздные войны. Эпизод IV: Новая надежда»
2. ↑  Позже названные как «Звёздные войны. Эпизод V: Империя наносит ответный удар»
3. ↑  Позже названный как «Индиана Джонс: В поисках утраченного ковчега»
4. ↑  Позже названные как «Звёздные войны. Эпизод VI: Возвращение джедая»